# Министарство управе и локалне самоуправе Републике Српске
Министарство управе и локалне самоуправе Републике Српске је једно од министарстава Владе Републике Српске које се бави управом и локалном самоуправом Републике Српске. Главни задатак министарства управе и локалне самоуправе Републике Српске је да проводи законе и друге прописе и опште акте Народне скупштине Републике Српске и Владе Републике Српске, као и акте Председника Републике Српске, рјешава у управним стварима, врши управни надзор и обавља друге управне послове утврђене законом.
Министарство управе и локалне самоуправе Републике Српске је самостално у вршењу Уставом и законом одређених надлежности Републике Српске. Садашњи Министар управе и локалне самоуправе Републике Српске је Сенка Јујић.

## Организација Министарства управе и локалне самоуправе Републике Српске
- Ресор управе
- Ресор локалне самоуправе
- Секретаријат

## Досадашњи министри
- Остоја Кременовић, 18. јануар 1998. — 12. јануар 2001.
- Петар Кунић, 12. јануар 2001. — 17. јануар 2003.
- Славен Пекић, 17. јануар 2003. — 15. фебруар 2005.
- Зденка Абазагић, 15. фебруар 2005. — 	28. фебруар 2006.
- Небојша Радмановић, 28. фебруар 2006. — 30. новембар 2006.
- Зоран Липовац, 30. новембар 2006. — 29. децембар 2010.
- Лејла Решић, 29. децембар 2010. — 29. децембар 2022.
- Сенка Јујић, 29. децембар 2022. — тренутно.